# Wakaba Shimoguchi
Wakaba Shimoguchi (下口 稚葉 Shimoguchi Wakaba?), född 2 maj 1998 i Fukui prefektur, är en japansk fotbollsspelare.
Shimoguchi började sin karriär 2017 i Fagiano Okayama. 2019 blev han utlånad till AC Nagano Parceiro. Han gick tillbaka till Fagiano Okayama 2020.